# Piccadilly

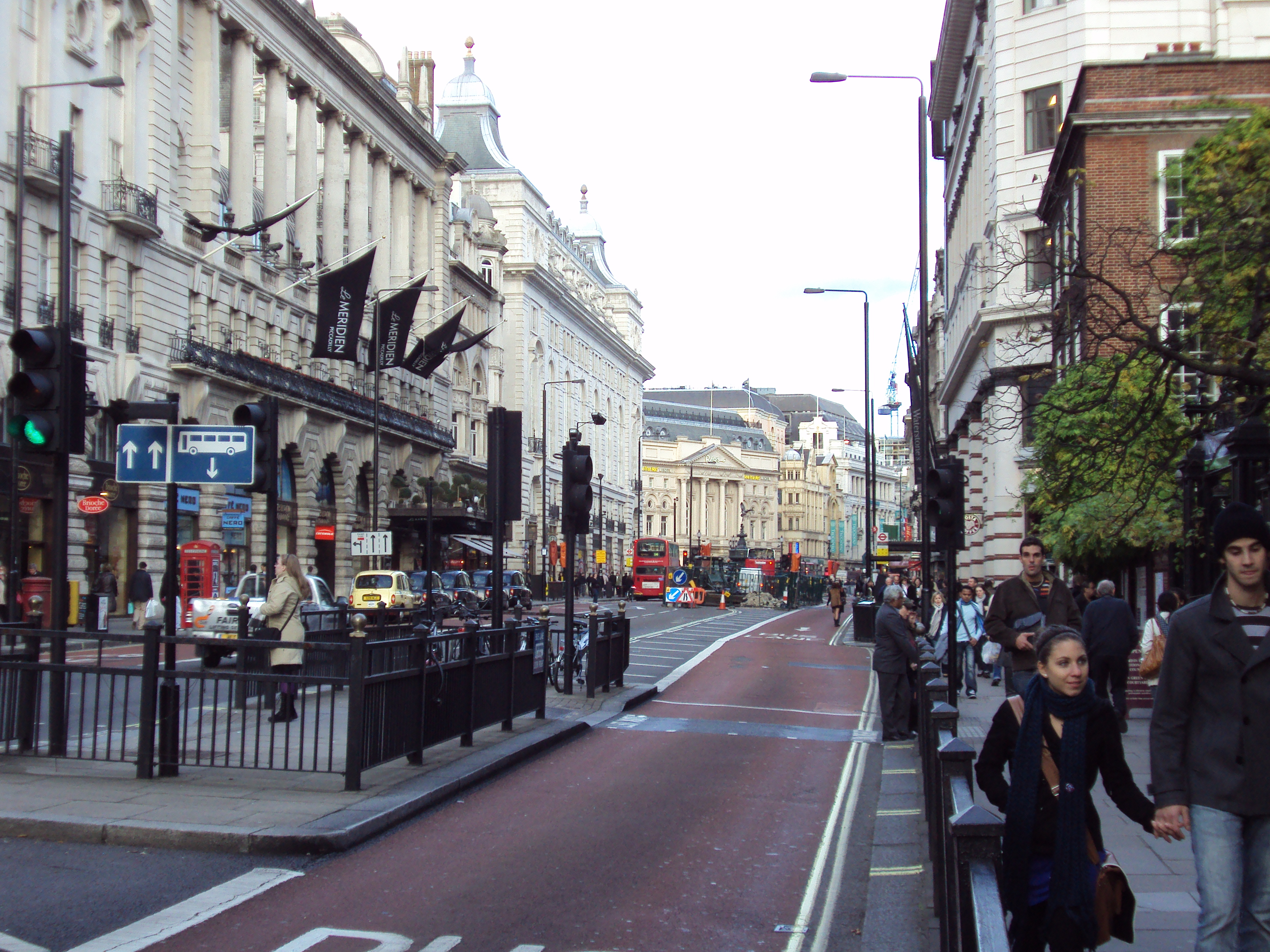
Vista de Piccadilly a la altura del Meriden Hotel mirando hacia Piccadilly Circus.

Piccadilly (AFI: ˌpɪkəˈdɪli) es una calle de la Ciudad de Westminster, Londres (Inglaterra), situada al sur de Mayfair, entre Hyde Park Corner al oeste y Piccadilly Circus al este. Forma parte de la carretera A4, que conecta el centro de Londres con Hammersmith, Earl's Court, el Aeropuerto de Heathrow y la autopista M4 en dirección oeste. St James's está al sur de la sección este de la calle, mientras que la sección oeste solo está urbanizada en el lado norte. Tiene unos 1,6 km de longitud, y es una de las calles más anchas y rectas del centro de Londres.
Ha sido una importante arteria de comunicación desde al menos la Edad Media, cuando era conocida como «la carretera de Reading» o «el camino de Colnbrook». En 1611 o 1612, un tal Robert Baker compró terrenos en la zona, y prosperó fabricando y vendiendo piccadills. Poco después de comprar los terrenos, los valló y construyó en ellos varias viviendas, incluida su casa, Pikadilly Hall. Lo que actualmente es Piccadilly recibió el nombre de Portugal Street en 1663 en honor a Catalina de Braganza, esposa de Carlos II, y su importancia aumentó después de que en 1668 se cerrara la calle que iba de Charing Cross a Hyde Park Corner para permitir la creación del Green Park. En esta época se construyeron en el lado norte de la calle algunas de las casas señoriales más notables de Londres, incluidas Clarendon House y Burlington House en 1664. Berkeley House, construida en la misma época que Clarendon House, fue destruida por un incendio en 1733 y reconstruida como Devonshire House en 1737 por William Cavendish, el tercer duque de Devonshire; posteriormente fue usada como la sede del partido Whig. Burlington House ha albergado la sede de varias sociedades científicas, incluida la Royal Academy of Arts, la Sociedad Geológica de Londres y la Real Sociedad Astronómica. Varios miembros de la familia Rothschild tenían mansiones en la parte oeste de la calle. En 1684 se consagró la iglesia de St James, y la zona que la rodeaba se convirtió en la parroquia de St James.
El Old White Horse Cellar, en el número 155, era una de las posadas más conocidas de Inglaterra a finales del siglo xviii, momento en el que la calle se había convertido en una ubicación predilecta para los libreros. El Bath Hotel surgió en torno a 1790, y en 1887 se construyó Walsingham House. Tanto el Bath como el Walsingham fueron comprados y demolidos, y en su lugar se construyó el prestigioso Hotel Ritz en 1906. La estación de Piccadilly Circus, en el extremo este de la calle, abrió sus puertas en 1906 y fue reconstruida según el diseño de Charles Holden entre 1925 y 1928. La tienda de ropa Simpson's fue fundada en los números 203–206 de Piccadilly por Alec Simpson en 1936. Durante el siglo xx, Piccadilly se hizo conocida por ser un lugar para comprar heroína, y era conocida en los años sesenta por ser el centro del tráfico ilegal de drogas de Londres. Actualmente, es considerada una de las calles de tiendas más importantes de la ciudad. Entre sus lugares de interés se encuentran los hoteles Ritz, Park Lane, Athenaeum e InterContinental, los grandes almacenes Fortnum & Mason, la Royal Academy, el RAF Club, la librería Hatchards, la embajada de Japón y la embajada de Malta.
Piccadilly ha inspirado varias obras de ficción, incluidas La importancia de llamarse Ernesto, de Oscar Wilde, y la obra de P. G. Wodehouse. También es una de las casillas del tablero de Londres del Monopoly.

## Historia

### Hasta elsigloXVII

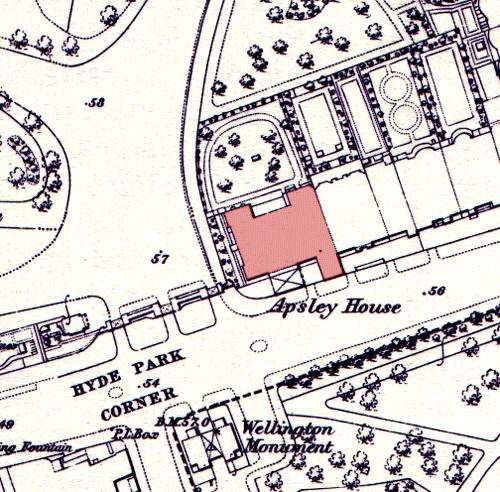
Apsley House en un mapa de 1869. Las casas vecinas fueron demolidas a principios de los años sesenta para permitir que se ensanchara Park Lane. El Arco de Wellington se ha trasladado desde esta época.

La calle ha formado parte de una ruta principal durante siglos, aunque no hay ninguna evidencia de que formara parte de una calzada romana, al contrario que Oxford Street. En la Edad Media era conocida como «la carretera de Reading» o «el camino de Colnbrook». Durante el período Tudor, la existencia de unas condiciones relativamente más favorables hizo que la expansión fuera de las murallas de Londres fuera una empresa más segura. La especulación inmobiliaria se convirtió así en una actividad muy lucrativa, y las construcciones aumentaron tan rápidamente que la amenaza de las enfermedades y el caos hizo que el gobierno prohibiera las construcciones. Sin embargo, debido a este momento de auge, las leyes tuvieron poco efecto real.
En 1559–60, Isabel I concedió una manzana rodeada por las calles Coventry, Sherwood, Glasshouse y Rupert y la línea de Smith's Court a William Dodington, un caballero de Londres. Aproximadamente un año después era propiedad de un cervecero, Thomas Wilson de St Botolph-without-Aldgate. El terreno concedido no incluía una pequeña parcela de 5600 m² de superficie situada al este de la actual Great Windmill Street. Esa parcela puede que nunca perteneciera a la Corona, y era propiedad de Anthony Cotton durante el reinado de Enrique VIII. John Cotton se la transfirió a John Golightly en 1547, y sus descendientes la vendieron a un sastre, Robert Baker, en torno a 1611–12. Seis o siete años más tarde, Baker compró 8.9 hectáreas de los terrenos de Wilson, gracias principalmente al dinero que obtuvo mediante su segundo matrimonio.
Baker prosperó fabricando y vendiendo piccadills. Poco después de comprar los terrenos, los valló y construyó en ellos varias viviendas, incluida una residencia y una tienda para él mismo; dos años después su casa era conocida como Pickadilly Hall. Un mapa publicado por Faithorne en 1658 llama a la actual Piccadilly «la calle de Knightsbridge a Piccadilly Hall». Una cercana casa de juegos, llamada Shaver's Hall y apodada Tart Hall o Pickadell Hall, era popular entre la clase alta de Londres. Lord Dell perdió tres mil libras jugando a las cartas aquí en 1641.
Tras la muerte de Robert Baker en 1623 y la de su hijo mayor Samuel poco después, su viuda y su padre compraron los derechos sobre los terrenos de sus hijos vivos; la muerte de su siguiente hijo mayor, Robert, en 1630, permitió que controlaran efectivamente la propiedad. Su única hija también murió, y su viudo Sir Henry Oxenden mantuvo una participación en los terrenos. Varios parientes la reclamaron, pero tras la muerte de Mary Baker en torno a 1665, la propiedad volvió a la Corona. Un sobrino nieto, John Baker, obtuvo la posesión de parte de las tierras, pero peleó por ellas con su primo, James Baker; intentando eliminarse entre sí, pagaron u otorgaron derechos a Oxenden y a un especulador, el coronel Thomas Panton, y eventualmente las perdieron ante ellos. A finales de la década de 1670, Panton estaba urbanizando los terrenos; pese a las reclamaciones de algunos parientes lejanos de los Bakers, construyó en ellos de manera firme.

### Finales delsigloXVII

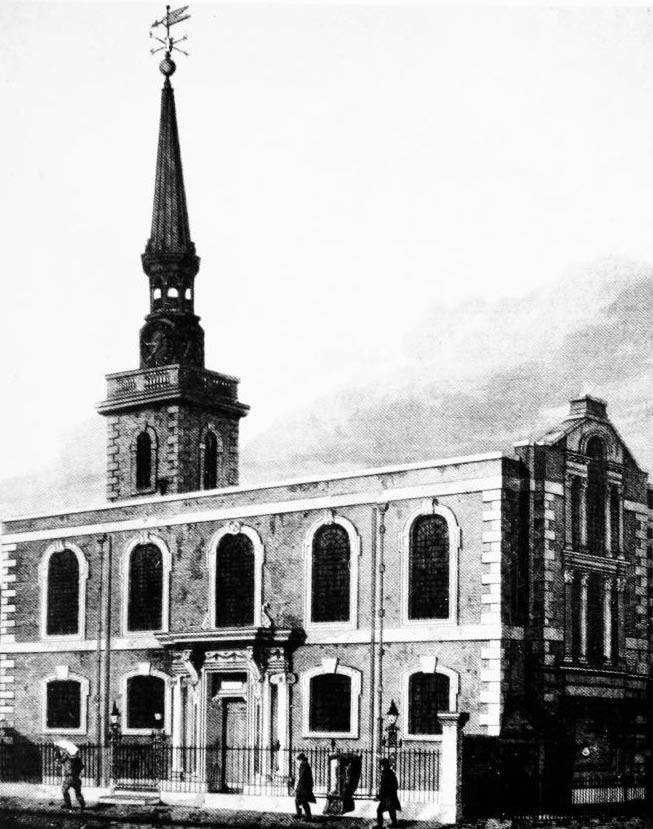
La iglesia de St James ha estado en Piccadilly desde 1684, y fue diseñada por Christopher Wren.

Piccadilly recibió en 1663 el nombre de Portugal Street en honor a Catalina de Braganza, esposa de Carlos II. Su importancia para el tráfico aumentó después de que en 1668 se cerrara una calle que iba de Charing Cross a Hyde Park Corner para permitir la creación del Green Park. Tras la restauración de la monarquía inglesa en 1660, Carlos II fomentó el desarrollo de Portugal Street y la zona hacia el norte (Mayfair), que se convirtió en una elegante zona residencial.
En el lado norte de la calle se construyeron algunas de las mansiones más grandiosas de Londres. Edward Hyde, primer conde de Clarendon y cercano asesor político del rey, compró un terreno para edificar una casa; en 1664 construyó Clarendon House (donde ahora se encuentra Albemarle Street), y vendió parte de la tierra que le sobró a Sir John Denham, que construyó la que posteriormente se convertiría en la Burlington House. Denham escogió esta ubicación porque entonces estaba en las afueras de Londres, rodeada por campos. La casa se usó primero para albergar a los pobres, antes de ser reconstruida por el tercer conde de Burlington en 1718. La Berkeley House se construyó en la misma época que Clarendon House. Fue destruida por un incendio en 1733, y reconstruida como Devonshire House en 1737 por William Cavendish, el tercer duque de Devonshire; posteriormente albergó la sede del partido Whig. Devonshire House sobrevivió hasta 1921, antes de ser vendida para su recalificación por Edward Cavendish, el décimo duque de Devonshire, por un millón de libras. Burlington House ha albergado desde entonces la Royal Academy of Arts, la Sociedad Geológica de Londres, la Sociedad Linneana de Londres, la Real Sociedad Astronómica, la British Astronomical Association, la Sociedad de Anticuarios de Londres y la Royal Society of Chemistry.

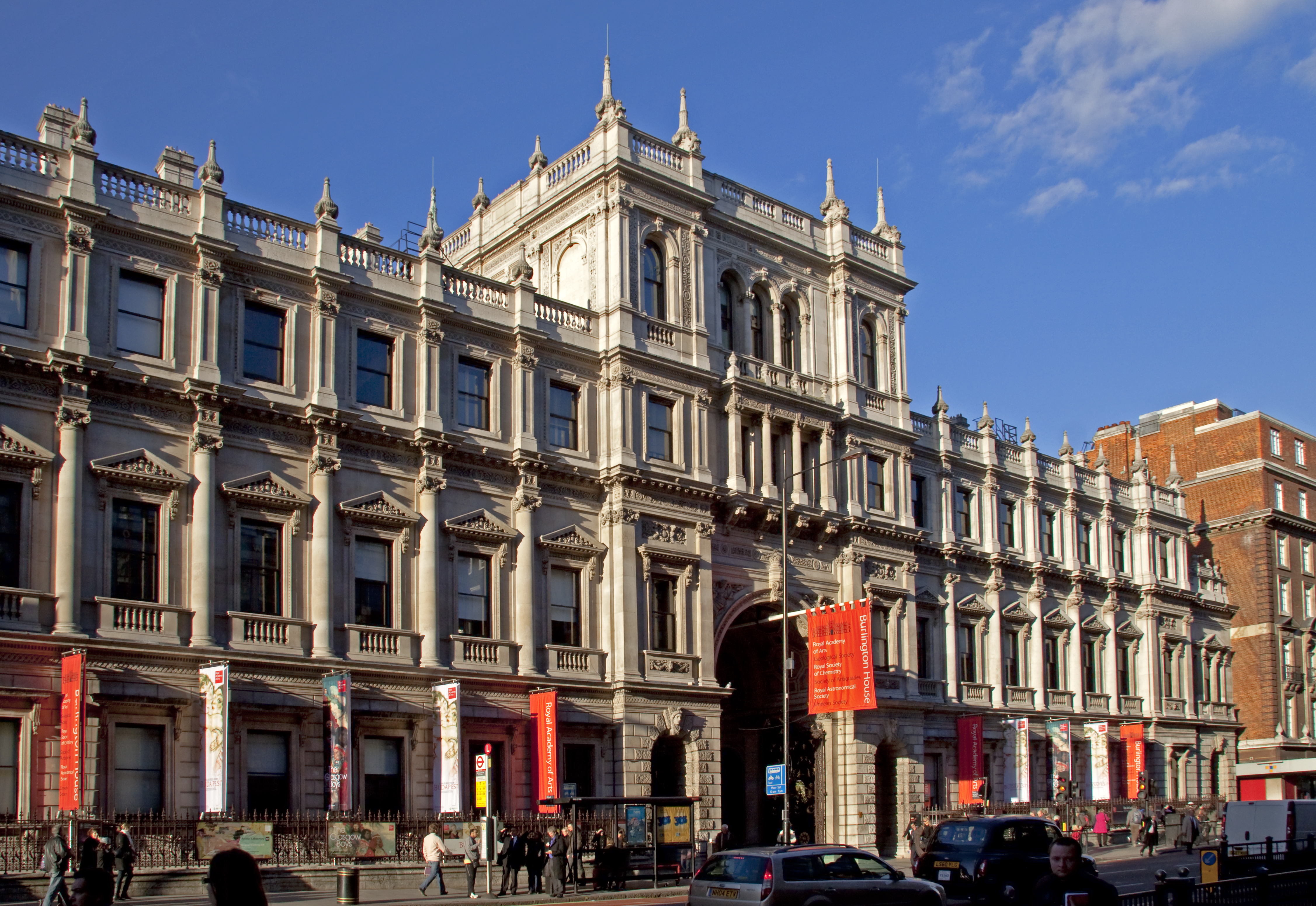
Burlington House, sede de varias sociedades científicas.

Los terrenos al sur de Piccadilly fueron alquilados a fideicomisarios del conde de St Albans en 1661 por un plazo de treinta años, posteriormente ampliados hasta 1740. El rey concedió en 1674 a Sir Edward Villiers la propiedad vitalicia de los números 162–165. En 1685 se fundó el White Bear Inn entre lo que es actualmente el número 221 de Piccadilly y la paralela Jermyn Street. Permaneció en uso durante todo el siglo xviii antes de ser demolido en 1870 para permitir la construcción de un restaurante.
La iglesia de St James se propuso por primera vez en 1664, cuando los residentes de la zona querían que se convirtiera en una parroquia separada de St Martin in the Fields. Tras varios debates, su construcción empezó en 1676. Fue diseñada por Christopher Wren y costó unas cinco mil libras. Fue consagrada en 1684, cuando sus alrededores se convirtieron en la parroquia de Westminster St James.
En 1680, la mayor parte de las propiedades residenciales originales de Portugal Street habían sido demolidas o se había construido sobre ellas. En 1673 se aplicó el nombre Piccadilly a la parte de la calle al este de Swallow Street, y eventualmente se convirtió el nombre de facto de todo el recorrido de Portugal Street. Un plano de 1720 de la zona que rodeaba la parroquia de St James describe la calle como «Portugal Street, también llamada Piccadilly». El mapa de John Rocque de Londres, publicado en 1746, se refiere a toda la calle como Piccadilly, aunque oficialmente se llamó Portugal Street hasta en torno a 1750.

### SiglosXVIIIyXIX

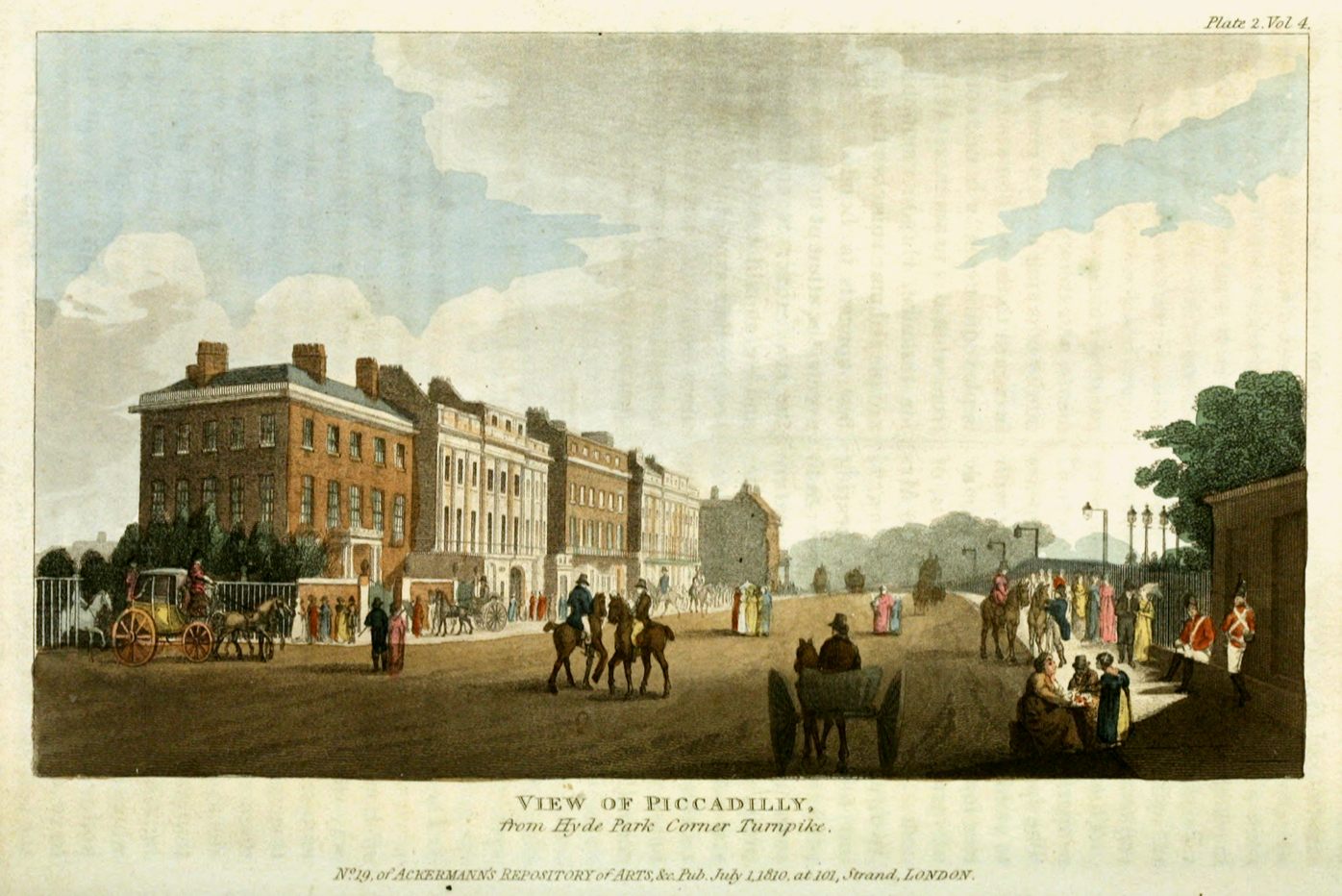
Vista de Piccadilly desde Hyde Park Corner en 1810.

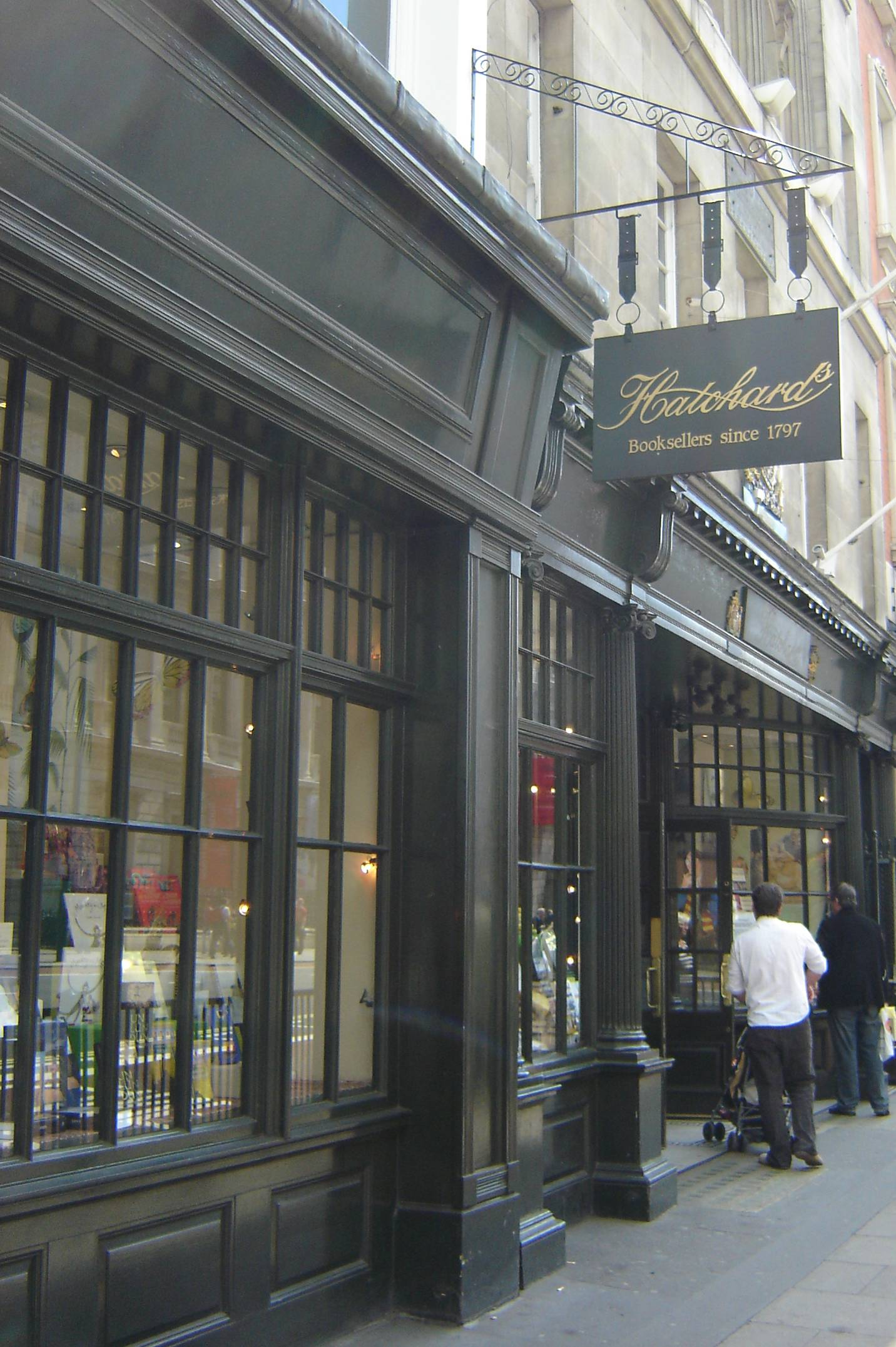
La librería Hatchards ha estado en Piccadilly desde 1797, ocupando sus instalaciones actuales en el número 187 en 1801.

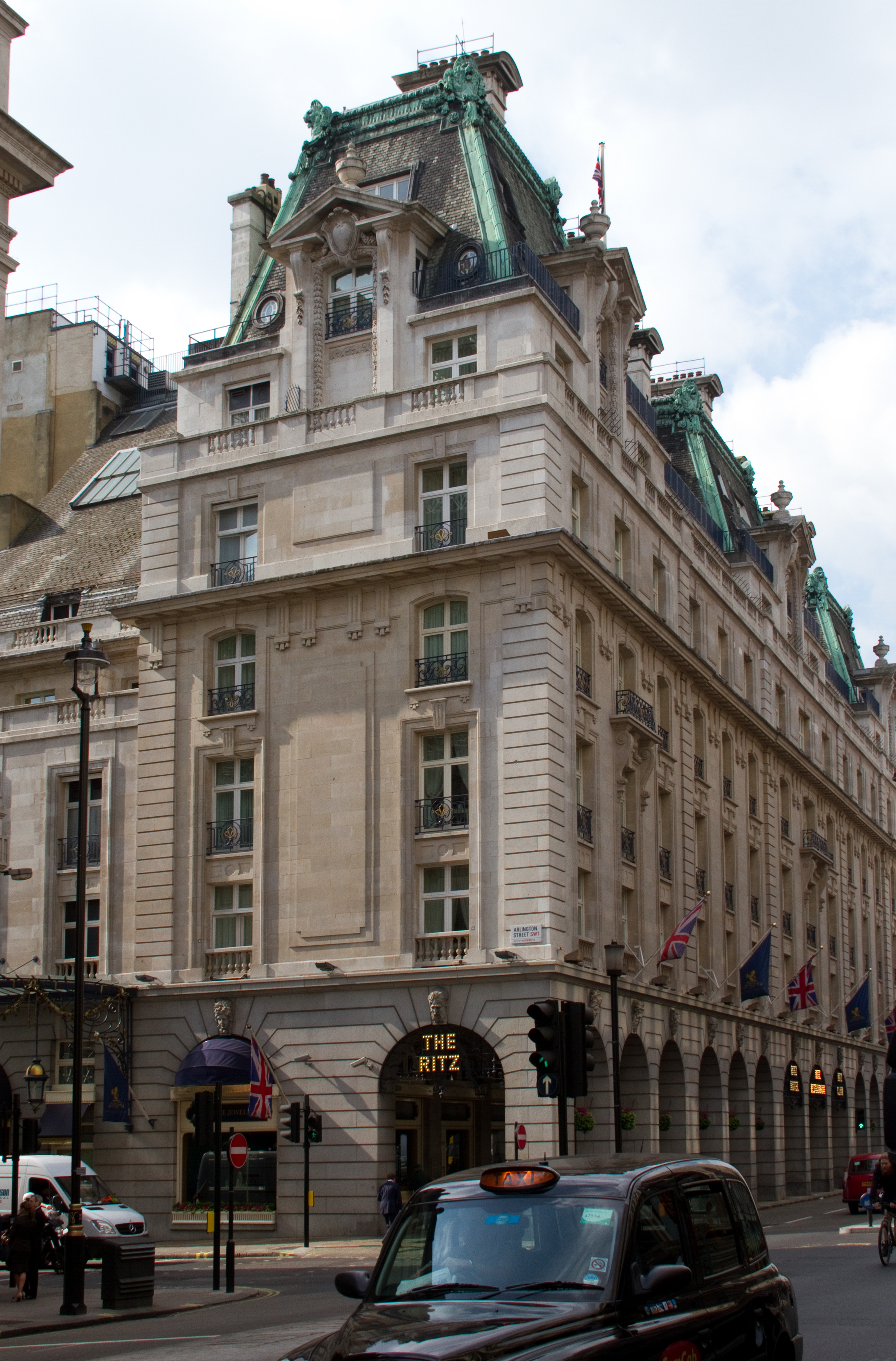
El Hotel Ritz fue inaugurado en Piccadilly en 1906.

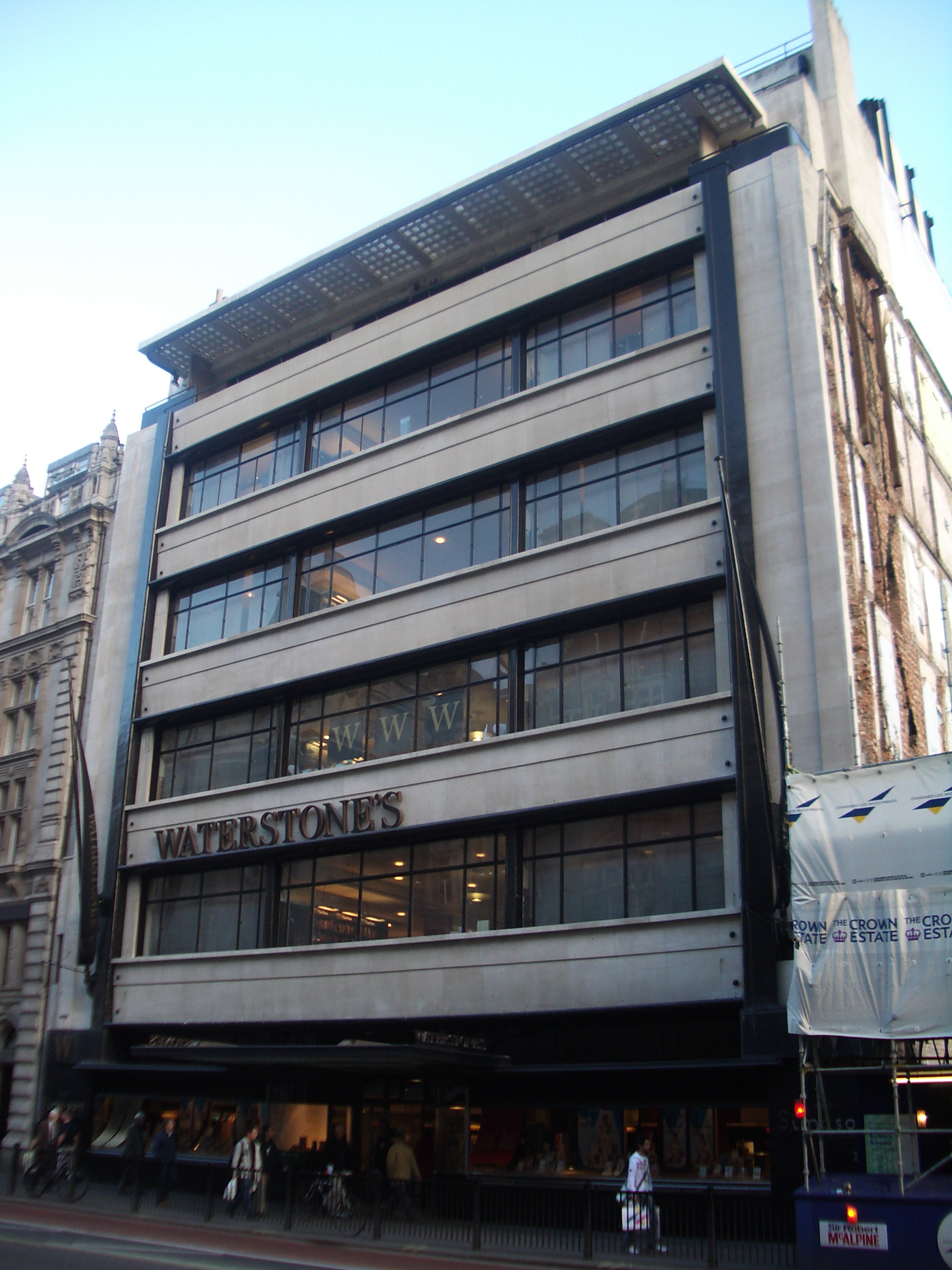
Simpsons of Piccadilly, actual tienda insignia de Waterstones.

Piccadilly se urbanizó progresivamente, y a mediados del siglo xviii estaba urbanizada de manera continua hasta Hyde Park Corner. El desarrollo de St James's y Mayfair, en particular, hizo que Piccadilly fuera una de las calles con más tráfico de Londres. Hugh Mason y William Fortnum empezaron la sociedad Fortnum & Mason en Piccadilly en 1705, vendiendo inicialmente velas recicladas del Palacio de Buckingham. En 1788, la tienda vendía aves de corral, carne conservada, marisco, empanadas, huevos escoceses y frutas frescas y secas.
En esta época, la calle adquirió una reputación por sus numerosas posadas y bares. El Old White Horse Cellar, en el número 155, era una de las posadas más famosas de Inglaterra pero fue destruida posteriormente. Los pubs The Black Bear y The White Bear (originalmente The Fleece) estaban casi enfrente uno del otro, aunque el primero fue demolido en torno a 1820. También eran dignos de mención Hercules' Pillars, justo al oeste de Hamilton Place, el Triumphant Car, que era popular entre los soldados, y el White Horse and Half Moon. El Bath Hotel surgió en torno a 1790 y en 1887 se construyó Walsingham House. El Bath y el Walsingham fueron demolidos para permitir la construcción del Hotel Ritz en 1906.
El número 106, en la esquina de Piccadilly y Brick Street, se construyó para Hugh Hunlock en 1761. Posteriormente fue propiedad de George Coventry, sexto conde de Coventry, que lo remodeló en torno a 1765; la mayor parte de la arquitectura de esta renovación se ha conservado. En 1869, se convirtió en la sede del St James's Club, un club de caballeros que permaneció allí hasta 1978. El edificio es actualmente el campus en Londres de la Limkokwing University of Creative Technology.
Varios miembros de la familia Rothschild tenían mansiones en la parte oeste de la calle. Nathan Mayer Rothschild trasladó sus actividades bancarias al número 107 en 1825, y la construcción de otros grandes edificios, con salones de baile y escaleras de mármol, hizo que la calle fuera conocida coloquialmente como Rothschild Row. Ferdinand James von Rothschild vivía en el número 143 con su esposa Evelina, mientras que Lionel de Rothschild vivía en el número 148.
La Melbourne House fue diseñada por William Chambers para Peniston Lamb, el primer vizconde Melbourne, y se construyó entre 1770 y 1774. En 1802 se convirtió en apartamentos, y actualmente se llama The Albany. La casa ha sido la residencia de los primeros ministros británicos William Ewart Gladstone y Edward Heath. El St James's Hall fue diseñado por Owen Jones y construido entre 1857 y 1858. Charles Dickens dio varias lecturas de sus novelas en el edificio, incluidas Grandes esperanzas y Oliver Twist. El edificio albergó actuaciones de Antonín Dvořák, Edvard Grieg y Piotr Ilich Chaikovski hasta que fue demolido en 1905, y sustituido por el Piccadilly Hotel.
A finales del siglo xviii, Piccadilly era un lugar predilecto para los libreros. En 1765, John Almon abrió una librería en el número 178, que era frecuentada por Lord Temple y otros Whigs. En 1781 John Stockdale abrió una tienda en el número 181, que continuó tras su muerte en 1810 y fue dirigida por su familia hasta 1835. Hatchards, actualmente la librería más antigua del Reino Unido, fue fundada por John Hatchard en el número 173 en 1797; se trasladó a su ubicación actual en el número 189-90 (actual número 187) en 1801. Aldine Press se trasladó de Chancery Lane a Piccadilly en 1842, y permaneció allí hasta 1894.
El Egyptian Hall, situado en el número 170, fue diseñado en 1812 por P. F. Robinson para W. Bullock de Liverpool inspirándose en la arquitectura del Antiguo Egipto, particularmente en el Gran Templo de Dendera, y ha sido descrito como «uno de los lugares más extraños de la historia de Piccadilly». Allí se realizaban exposiciones de la Royal Watercolour Society y la Society of Female Artists durante el siglo xix. También contenía numerosas antigüedades egipcias; en una subasta en junio de 1822 se vendieron dos estatuas «imperfectas» de Sejmet por 380 libras, y una sin defectos por 300 libras.
El número 190–195, construido en 1881–1883, que alberga el Royal Institute of Painters in Water Colours y era conocido como las Royal Institute Galleries, está catalogado como un monumento clasificado de grado II. El número 195 alberga actualmente la sede de la Academia Británica de las Artes Cinematográficas y de la Televisión (BAFTA).

### SiglosXXyXXI
En los años veinte, la mayor parte de los edificios antiguos de la calle habían sido demolidos o tenían un uso institucional; el ruido del tráfico había ahuyentado a los residentes, pero seguía habiendo algunas propiedades residenciales. Alberto, duque de York, vivía en el número 145 en el momento de su llegada al trono como el rey Jorge VI en 1936.
La tienda de ropa Simpson's fue fundada en el número 203-206 de Piccadilly por Alec Simpson en 1936, y vendía ropa de hombre hecha en fábrica. Las instalaciones fueron diseñadas por el arquitecto Joseph Amberton en un estilo que mezclaba el art déco, el diseño de la escuela de la Bauhaus y la influencia de Louis Sullivan. En el momento de su inauguración, afirmaba ser la tienda de ropa masculina más grande de Londres. Cerró en enero de 1999; sus instalaciones contienen actualmente la tienda insignia de la librería Waterstones.
Durante el siglo xx, Piccadilly se hizo conocida por ser un lugar para comprar heroína. El trompetista de jazz Dizzy Reece recordó que a finales de los años cuarenta había personas haciendo cola en el exterior de la tienda de Piccadilly de Boots para comprar pastillas de heroína. En los años sesenta, la calle y sus alrededores eran conocidos por ser el centro del tráfico ilegal de drogas de Londres, donde se podía comprar heroína y cocaína en el mercado negro. En 1982, se podían ver a hasta veinte personas haciendo cola en una farmacia que vendía drogas ilegales en la cercana Shaftesbury Avenue. El número 144 fue ocupado por okupas en 1968, aprovechando una ley que permitía que se usaran edificios abandonados como refugio de emergencia para los sin techo. Sin embargo, el movimiento okupa radical que resultó fracasó poco después debido al aumento de los traficantes de droga y a la presencia de los Hells Angels en el sitio; el 21 de septiembre de 1969 tuvo lugar un desahucio. Estos eventos resultaron en la concesión de licencias a las organizaciones okupas que podían usar edificios vacíos como refugio para los sin techo. En 1983, A. Burr del British Journal of Addiction publicó un artículo en The Piccadilly Drug Scene, en el que discutía la presencia habitual de vendedores conocidos en la zona y la fácil accesibilidad de las drogas.
En la actualidad, Piccadilly es considerada una de las calles de tiendas más importantes de Londres. También se encuentran en la calle el Hotel Ritz, el Park Lane Hotel, el Athenaeum Hotel y el Intercontinental Hotel, junto con otros hoteles de lujo y edificios de oficinas. Durante el siglo xx, se caracterizó por la presencia de clubes de caballeros; en la actualidad, este uso ha disminuido notablemente, y solo siguen el Cavalry and Guards Club y el Royal Air Force Club.

## Transporte

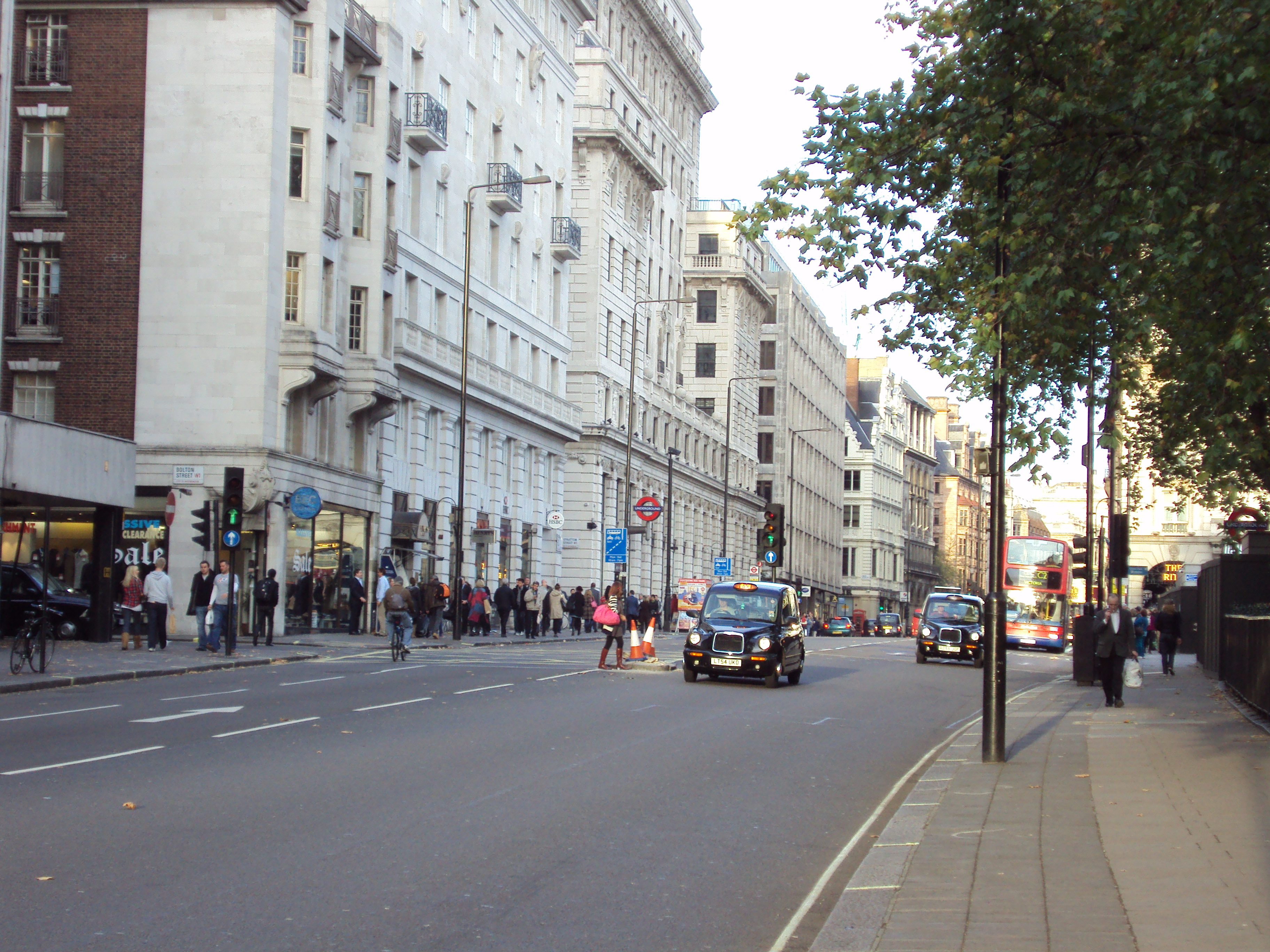
Piccadilly cerca de la estación de Green Park en 2009.

Piccadilly es una importante arteria del West End de Londres y se cruza con varias calles importantes. Al este, en 1819 se abrió Piccadilly Circus, conectándola con Regent Street. Esta plaza se ha convertido en uno de los lugares más reconocibles de Londres, particularmente después de que en 1893 se erigiera una estatua de Eros en la plaza y en 1923 se colocaran grandes vallas publicitarias eléctricas. En el extremo oeste de Piccadilly está Hyde Park Corner; la calle también se cruza con St James's Street, Albemarle Street, Bond Street y Dover Street.
Piccadilly forma parte de la carretera A4, que conecta el centro de Londres con Hammersmith, Earl's Court, el Aeropuerto de Heathrow y la autopista M4 en dirección oeste. Desde mediados del siglo xix la calle ha sufrido de congestión del tráfico, lo que ha provocado su ensanchamiento progresivo y la eliminación de la parte norte del Green Park. En los años treinta se instalaron semáforos. A finales de los años cincuenta, el Ministerio de Transporte remodeló Hyde Park Corner, en el extremo oeste de la calle, para formar una gran rotonda, que abrió al tráfico el 17 de octubre de 1962 con un coste de cinco millones de libras. La intervención también incluyó la ampliación de Park Lane.
Las rutas 9, 14, 19, 22, 38, C2, N9, N19, N22, N38 y N97 del autobús de Londres recorren Piccadilly. Parte de la Piccadilly Line del Metro de Londres pasa por debajo de la calle. Las estaciones de Green Park, Hyde Park Corner y Piccadilly Circus (todas ellas en la Piccadilly Line) tienen entradas en Piccadilly o cerca. La estación de Down Street también servía el extremo oeste de la calle desde 1907 hasta que cerró en 1932 por su bajo uso.

## En la cultura popular

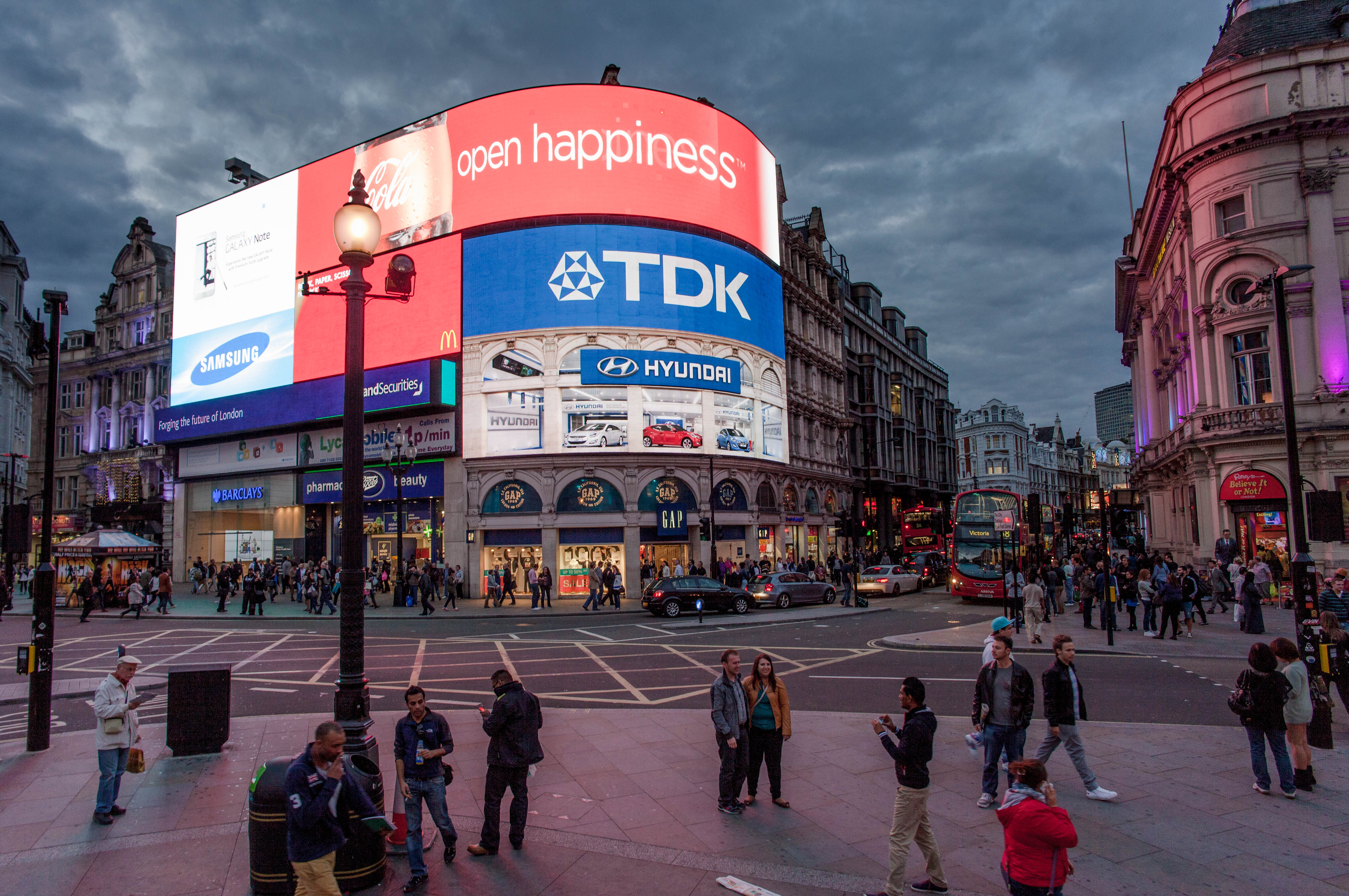
Carteles luminosos gigantes en Piccadilly Circus (2012).

La canción de music hall It's a Long Way to Tipperary menciona Piccadilly y Leicester Square en su letra. Fue escrita en 1912 sobre un irlandés que vivía en Londres, pero se hizo popular tras ser adoptada por los Connaught Rangers, un regimiento de infantería mayoritariamente irlandés, durante la Primera Guerra Mundial. La calle también es mencionada en la opereta de Gilbert y Sullivan de 1881 Patience, en la letra de la canción If You're Anxious For To Shine. Una de las canciones más importantes del musical eduardiano The Arcadians (1909), que estuvo durante mucho tiempo en el West End de Londres y en Broadway, es All down Piccadilly, con música de Lionel Monckton, quien también coescribió la letra junto con Arthur Wimperis.
Piccadilly es mencionada en varias obras de ficción. El «ladrón de guante blanco» de E. W. Hornung, Raffles, vive en The Albany, al igual que el personaje Jack Worthing de La importancia de llamarse Ernesto de Oscar Wilde. Según el escritor Mary C King, Wilde escogió esta calle por su parecido con la palabra española «picadillo».
En la novela de Evelyn Waugh Retorno a Brideshead, la mansión Marchmain House, que es demolida y sustituida con pisos, supuestamente se encontraba en un cul-de-sac que salía de St James's Street, cerca de Piccadilly. En la adaptación de 1981 realizada por Granada Television, se usó la Bridgewater House de Cleveland Row para recrear el exterior de Marchmain House.
En la novela de Arthur Machen de 1894 El gran dios Pan, Helen Vaughan vive cerca de Piccadilly en la ficticia Ashley Street. El detective de ficción de Margery Allingham, Albert Campion, tiene un piso en el 17A de Bottle Street, Piccadilly, encima de una comisaría de policía, aunque Bottle Street también es ficticia.
Varias novelas de P. G. Wodehouse usan el escenario de Piccadilly como el lugar predilecto de los solteros ricos y ociosos en el período de entreguerras del siglo xx. Algunos ejemplos notables son los personajes de Bertie Wooster y sus compañeros del Drones Club en las novelas de Jeeves, y el personaje de James Crocker en la novela Piccadilly Jim.
El detective de ficción de Dorothy Sayers Lord Peter Wimsey vive en el 110A de Piccadilly en el período de entreguerras.
La calle tiene una casilla en el tablero británico del Monopoly, formando un conjunto con Leicester Square y Coventry Street. Cuando en 1992 se realizó una versión de la Unión Europea del juego, Piccadilly fue una de las tres calles londinenses escogidas, junto con Oxford Street y Park Lane.
En 1996, el cantante letón Laima Vaikule publicó un álbum titulado Ya vyshla na Pikadilli («Salí en Piccadilly»).